# Baryon

Les huit baryons de spin 1/2 composés uniquement de quarks u, d et s, classés par étrangeté (S) et charge (Q)

Les baryons sont, en physique des particules, une catégorie de particules composites (c’est-à-dire non élémentaires) formées de trois quarks, dont les représentants les plus connus sont le proton et le neutron.
Le terme « baryon » vient du grec barys, qui signifie « lourd » : il se réfère au fait que les baryons sont en général plus lourds que les autres types de particules.

## Caractéristiques
Les baryons appartiennent à la famille des hadrons, ils sont composés de trois quarks.
Leur spin demi-entier les classe dans la catégorie des fermions.
En tant qu'hadrons, les baryons sont sensibles à l'interaction forte.
En tant que fermions, ils sont soumis au principe d'exclusion de Pauli et décrits par la statistique de Fermi-Dirac.
Les baryons ont chacun leur propre antiparticule, les antibaryons, qui sont constitués de trois antiquarks.

## Familles

Les dix baryons de spin 3/2 composés uniquement de quarks u, d et s, classés par étrangeté (S) et charge (Q)

Parmi les six saveurs de quarks existantes, seules les cinq plus légères (u, d, s, c et b) peuvent faire partie d’un baryon, le dernier quark ( top ) ayant, d’après le modèle standard, une durée de vie trop courte pour s’hadroniser.
Les baryons les plus courants sont les nucléons, c'est-à-dire les protons et les neutrons. Mis à part ceux-ci, différentes familles de baryons (Δ, Λ, Σ, Ξ, Ω) ont été observées. Ces familles se différencient par les saveurs de quarks qui les constituent, plus précisément :
- le nombre de quarks de 1re génération (u et d) et donc le nombre de quarks de génération supérieure (s, c et b), le nombre total de quarks valant toujours trois ;
- l’isospin I.

On a, par ordre décroissant de nombre de quarks de 1re génération et, en cas d’égalité, par ordre croissant d’isospin :
- Les nucléons, d’isospin I=1/2, sont composés de trois quarks de 1re génération, dont au moins un quark u et un quark d. Le proton est supposé stable (sa durée de vie est supérieure à 1033 années). Le neutron a une durée de vie de 886 s[1].
- Les baryons Delta (Δ++, Δ+, Δ0, Δ−), d’isospin I=3/2, sont également composés de trois quarks de 1re génération et se désintègrent en un pion et un proton ou un neutron.
- Les baryons Lambda (Λ0, Λ+c, Λ0b), d’isospin I=0, sont composés d'un quark u, d'un quark d et d'un quark de génération supérieure. La découverte du Λ0 fut la première observation expérimentale du quark s.
- Les baryons Sigma (Σ+, Σ0, Σ−, Σ++c, Σ+c, Σ0c, Σ+b, Σ0b, Σ−b), d’isospin I=1, sont composés de deux quarks de 1re génération et d'un quark de génération supérieure.
- Les baryons Xi (Ξ0, Ξ−, Ξ+c, Ξ0c, …), d’isospin I=1/2, sont composés d'un quark de 1re génération et de deux quarks de génération supérieure. Ξ0, composé d'un quark u et de deux quarks s, se désintègre en un Λ0 et un pion neutre, qui lui-même se désintègre rapidement en un électron et un positron ; ces deux particules s'annihilent immédiatement en produisant des rayons gamma.
- Les baryons Oméga (Ω−, Ω0c, Ω−b, …), d’isospin I=0, sont composés de trois quarks de génération supérieure. Le baryon Ω− est composé de trois quarks s, sa découverte fut un succès dans l'étude des quarks, sa masse et ses produits de désintégration ayant été correctement déterminés avant celle-ci.

Les baryons composés d'au moins un quark s sont nommés hypérons.
Les baryons exotiques sont des particules composées de trois quarks et de particules additionnelles (qui peuvent être également des quarks). Les pentaquarks, qui auraient été observés par certaines expériences récentes en physique des particules, en font partie. Ces pentaquarks sont constitués de 4 quarks et d'un antiquark. Par exemple, le Θ(1540)+ serait constitué de deux quarks u, de deux quarks d et d'un antiquark {\displaystyle {\bar {s}}}. L'existence des pentaquarks est toujours controversée.
Une expérience (avril 2005) du laboratoire Jefferson qui était censée mettre en évidence les pentaquarks n'a rien donné, et semblerait donc remettre en cause leur existence .

## Matière baryonique
Le terme « matière baryonique » désigne la matière composée principalement de baryons (en pourcentage de la masse totale). Cela inclut les atomes et donc à peu près la totalité de la matière ordinaire.
À l'inverse, la matière non-baryonique en est l'exacte antithèse, c'est-à-dire la matière qui n'est pas composée de baryons. Dans l'absolu, cela concerne les neutrinos, les photons et les électrons, mais le terme est généralement réservé à la matière « exotique » — et fortement spéculative — comme la matière noire non baryonique, les particules supersymétriques, et les axions et les constituants. La distinction entre matière baryonique et non-baryonique est importante en cosmologie car la matière noire non baryonique se comporterait de façon significativement différente de la matière baryonique. En particulier, elle n'interagirait pas avec le rayonnement électromagnétique et serait ainsi, comme l'indique son nom « noire », difficile à détecter expérimentalement.
L'existence même des baryons est un problème classique en cosmologie. Il est généralement supposé que le Big Bang a initialement produit des quantités égales de baryons et d'antibaryons. Le processus qui a conduit les baryons à être légèrement plus nombreux que leurs antiparticules est appelé baryogénèse.

## Liste
Cette table présente les caractéristiques de quelques baryons. Elle n'est pas exhaustive.
| Famille | Symbole | Quarks | Masse au repos (MeV.c-2) | Spin | Charge (e) | Étrangeté | Charme | Durée de vie (s) | Désintégration                                           |
| ------- | ------- | ------ | ------------------------ | ---- | ---------- | --------- | ------ | ---------------- | -------------------------------------------------------- |
| Proton  | p       | uud    | 938,3                    | 1/2  | +1         | 0         | 0      | Stable           | n + e+ + {\displaystyle {\nu _{e}}} (noyaux radioactifs) |
| Neutron | n       | udd    | 939,6                    | 1/2  | 0          | 0         | 0      | 880,3            | p + e− + {\displaystyle {\bar {\nu _{e}}}}               |
| Delta   | Δ++     | uuu    | 1 232                    | 3/2  | +2         | 0         | 0      | 0,6×10-23        | π+ + p                                                   |
| Delta   | Δ+      | uud    | 1 232                    | 3/2  | +1         | 0         | 0      | 0,6×10-23        | π+ + n π0 + p                                            |
| Delta   | Δ0      | udd    | 1 232                    | 3/2  | 0          | 0         | 0      | 0,6×10-23        | π0 + n π− + p                                            |
| Delta   | Δ−      | ddd    | 1 232                    | 3/2  | -1         | 0         | 0      | 0,6×10-23        | π− + n                                                   |
| Lambda  | Λ0      | uds    | 1 115,7                  | 1/2  | 0          | -1        | 0      | 2,63×10-10       | π− + p π0 + n                                            |
| Lambda  | Λ+c     | udc    | 2 284,9                  | 1/2  | +1         | 0         | +1     | 2,0×10-13        |                                                          |
| Lambda  | Λ0b     | udb    | 5 624                    | 1/2  | 0          | 0         | 0      | 1,2×10-12        |                                                          |
| Sigma   | Σ+      | uus    | 1 189,4                  | 1/2  | +1         | -1        | 0      | 0,8×10-10        | π0 + p π+ + n                                            |
| Sigma   | Σ0      | uds    | 1 192,6                  | 1/2  | 0          | -1        | 0      | 7,4×10-20        | Λ0 + γ                                                   |
| Sigma   | Σ−      | dds    | 1 197,4                  | 1/2  | -1         | -1        | 0      | 1,5×10-10        | π− + n                                                   |
| Xi      | Ξ0      | uss    | 1 314,8                  | 1/2  | 0          | -2        | 0      | 2,9×10-10        | Λ0 + π0                                                  |
| Xi      | Ξ−      | dss    | 1 321,3                  | 1/2  | -1         | -2        | 0      | 1,6×10-10        | Λ0 + π−                                                  |
| Xi      | Ξ0c     | dsc    | 2 471,8                  | 3/2  | 0          | -1        | +1     | 1,1×10-13        |                                                          |
| Xi      | Ξ+c     | usc    | 2 466,3                  | 3/2  | +1         | -1        | +1     | 4,4×10-13        |                                                          |
| Oméga   | Ω−      | sss    | 1 672,4                  | 3/2  | -1         | -3        | 0      | 0,82×10-10       | Λ0 + K- Ξ0 + π−                                          |
| Oméga   | Ω0c     | ssc    | 2 697,5                  | 1/2  | 0          | -2        | +1     | 6,9×10-14        |                                                          |